# Tratado de Monteagudo (1209)

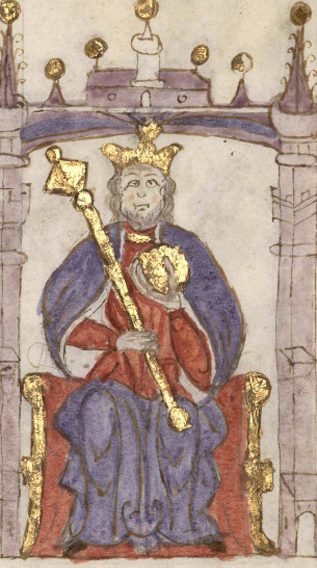
Sancho VII de Navarra.

El Tratado de Monteagudo firmado en Monteagudo (Navarra) el 10 de febrero de 1209 fue un arreglo acordado entre el rey de Navarra, Sancho VII, y el rey de Aragón, Pedro II.

## Contexto histórico
Tras las pérdidas de Álava y Guipúzcoa, en favor de Castilla, Navarra veía una merma territorial importante que le privaba de una salida al mar. Al mismo tiempo el rey castellano, Alfonso VIII lograba una conexión terrestre con Francia. 

### Alianza anglonavarra
Además, con la muerte de Ricardo I de Inglaterra, Ricardo Corazón de León, se forja alianzas entre su sucesor Juan I de Inglaterra, Juan Sin Tierra, y Sancho el Fuerte que lleva, por su parte, a una alianza entre Castilla y el reino de Felipe II de Francia, o Felipe Augusto. En 1201 se acercan las posturas entre navarros e ingleses tras el compromiso del monarca navarro de pagar la dote pendiente de la boda habida entre Ricardo I y Berenguela de Navarra (20 de agosto) y la firma en Chinon, el 14 de octubre, de «una paz y amistad perpetuas contra todos los hombres, excepto el rey de Marruecos» que Juan I comunicaría el 24 de noviembre a los burgueses de Bayona para «que acojais con honor y cortesía a los mercaderes y otras gentes de Navarra que vengan a vosotros o atraviesen vuestra ciudad.» Esta línea de alianza se ve reforzada por un nuevo acuerdo, el tratado de Angulema (4 de febrero de 1202) que extendía «esta alianza a sus herederos» y se comprometían «a no hacer paz ni tregua con los reyes de Castilla y Aragón hasta que el rey de Inglaterra» no recibiera «satisfacción de los agravios recibidos.» Sancho el Fuerte se comprometía a recibir después «a los burgueses de Bayona bajo su protección y defensa, asegurándoles la libre entrada y circulación por su reino, con tal de que no ayudaran a sus enemigos, es decir, a Alfonso VIII.»

### Alianza navarroaragonesa
Gracias a la postura de Aragón de mantenerse al margen de la agresión castellana contra Navarra, existían una normales relaciones con Aragón que llevó a los pueblos de ambos reinos colidantes con las Bardenas a establecer «una hermandad para pacificar sus fronteras con la aprobación de sus reyes (31 enero 1204)». Además el monarca inglés, Juan Sin Tierra, establecía una tregua con el rey francés (1206), al mismo tiempo que establecía tratos con Alfonso IX de León, buscando quizá enfrentarlo con el castellano. 
En este contexto no se hacía de esperar la búsqueda de una fórmula de arreglo entre castellanos y navarros, al que se llegó en el tratado de Guadalajara firmado el 29 de octubre de 1207 entre los reyes de Castilla y Navarra. Entre los puntos pactados se contemplaron «treguas por cinco años y se pusieron tres castillos en fidelidad por cada reino: Irurita, Inzura y San Adrián, por Navarra; Clavijo, Jubera y Ausejo, por Castilla. Los vasallos de un reino podrían circular libremente por el otro, con tal de que no pasaran en grupos superiores a cien caballeros. El rey de Aragón debía establecer con el de Navarra un tratado como este, y las querellas respectivas se enmendarían en un plazo de treinta días.»

## Descripción del acuerdo
Reunidos en la plaza fronteriza de Monteagudo el 10 de febrero de 1209 se firmó el tratado mediante el cual se comprometían ambas partes a «no admitir el uno vasallos del otro sin licencia de los reyes respectivos, y que se ayudarían en el caso de que algún ricohombre o caballero se alzara con algún castillo, pueyo, otero, dinero o provocara cualquier guerra o disturbio en el reino del vecino; todo ello se acordaba sin necesidad de tomarse previamente garantías ni castillos de fidelidad.»

## Consecuencias
Pedro II de Aragón, necesitado de la ayuda económica del rey navarro empeñó en junio de 1209 los castillos de Peña, Escó, Petilla y Gallur por veinte mil maravedíes, y poco después, en 1212, el castillo y villa de Trasmoz.
Estos acercamiento entre los reinos peninsulares crearían precedentes inmediatos positivos y favorables para el establecimiento de una futura alianza, alentada por el arzobispo de Toledo, Ximénez de Rada, de cara al futuro encuentro bélico celebrado en las Navas de Tolosa (1212).